# Jamboree sur internet

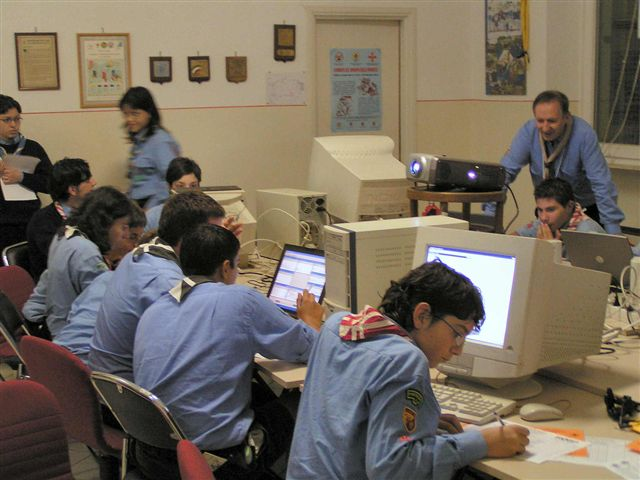
Scouts avec leur ordinateurs pendant le Jamboree On The Air

Le jamboree sur internet (JOTI, de Jamboree on the internet) est un grand rassemblement scout. Le JOTI a lieu chaque année le 3e week-end d'octobre, en même temps que le JOTA et est organisé par l'Organisation mondiale du mouvement scout. Les méthodes utilisées sont le chat, l'e-mail, la VoIP... La première édition du JOTI a eu lieu en 1996.